# Malá Morávka
Malá Morávka (en allemand : Klein Mohrau) est une commune et une station de sports d'hiver du district de Bruntál, dans la région de Moravie-Silésie, en République tchèque. Sa population s'élevait à 644 habitants en 2021.

## Géographie
Malá Morávka se trouve au pied du Hrubý Jeseník, un massif montagneux situé au nord-est de la République tchèque, à 12 km au nord-ouest de Bruntál, à 72 km à l'ouest-nord-ouest d'Ostrava et à 206 km à l'est de Prague.
La commune est limitée par Vrbno pod Pradědem et Ludvíkov au nord, par Karlova Studánka, Světlá Hora et Rudná pod Pradědem à l'est, par Václavov u Bruntálu, Dolní Moravice et Stará Ves au sud, et par Vernířovice et Loučná nad Desnou à l'ouest.

## Histoire
La première mention écrite du village date de 1524.

## Galerie

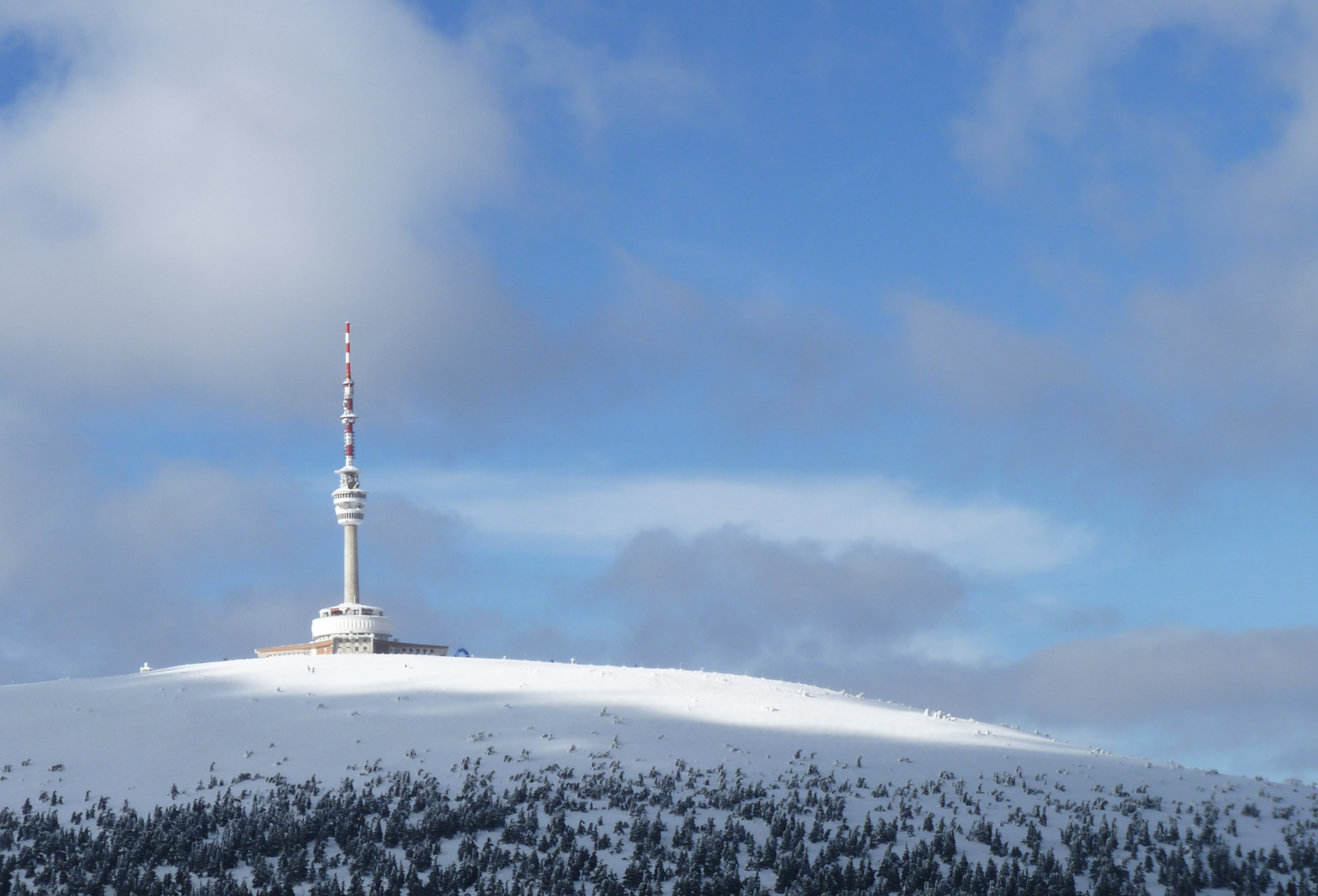
Le mont Praděd (1487 m) et son antenne.
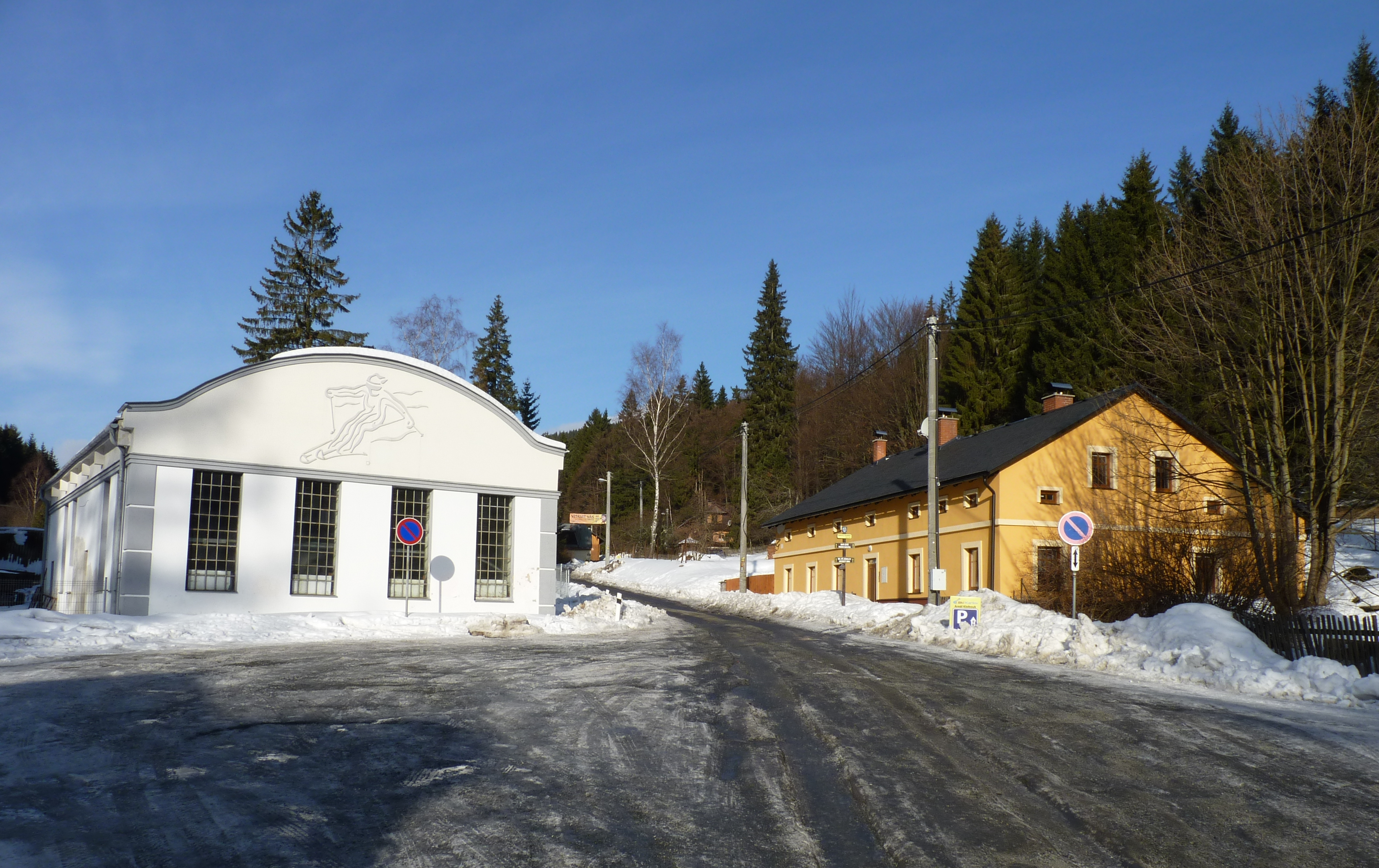
Karlov pod Praděděm.

## Administration
La commune se compose de deux quartiers :
- Malá Morávka ;
- Karlov pod Pradědem.

## Station de sports d'hiver
Le domaine skiable de Mala Moravka - Karlov est situé à proximité immédiate du mont Praděd, au niveau de la localité de Karlov pod Pradědem. La taille du domaine en fait l'un des dix plus vastes domaines de République Tchèque. La station, quoique très populaire car ne subissant pas la concurrence directe de ses lointaines concurrentes du Krkonose, souffre toutefois souvent du manque de neige lié à sa faible altitude en fond de vallée. Les pistes sont très courtes et sont alignées les unes à côté des autres, les skieurs devant souvent pousser sur les bâtons pour aller d'une remontée à l'autre. Les pistes sont d'un niveau de difficulté globalement faible et sont globalement à réserver aux skieurs de niveau débutant. Elles n'offrent de fait guère de variété ainsi qu'une dénivelée très faible limitée à 150 mètres.
Il est à noter que trois sociétés différentes opèrent les remontées mécaniques, sans qu'il n'y ait en 2009 de coopération sur l'offre tarifaire entre le domaine majeur de Ski-Karlov et les plus petits domaines de Kazmarka (téléski C, sur la gauche du domaine) et Pawlin (sur la droite, téléskis G à K). Quant au domaine excentré de Klobouk (téléski L), il semble être rarement en service du fait de l'usure accélérée de ses pistes (la seule piste noire de Karlov reste rarement longtemps praticable).

## Transports
Par la route, Malá Morávka se trouve à 14 km de Bruntál, à 92 km d'Ostrava et à 278 km de Prague.